# Stefhon Hannah
Stefhon L. Hannah (Chicago, 14 giugno 1985) è un ex cestista statunitense.

## Palmarès
- All-WBA First Team (2010)
- Campione NBDL (2011)
- 2 volte NBA Development League Defensive Player of the Year Award (2012, 2013)
- All-NBDL All-Defensive First Team (2013)